# Redykajny (Olsztyn)
Redykajny (deutsch Redigkainen) ist ein Stadtteil der kreisfreien Stadt Olsztyn (deutsch Allenstein), der Hauptstadt der Woiwodschaft Ermland-Masuren in Polen. Namensgebend ist der kleine im Nordwesten angrenzende Ort Redykajny (deutsch Redigkainen) mit dem ebenfalls angrenzenden  Jezioro Redykajny (Redigkainer See).

## Geographische Lage

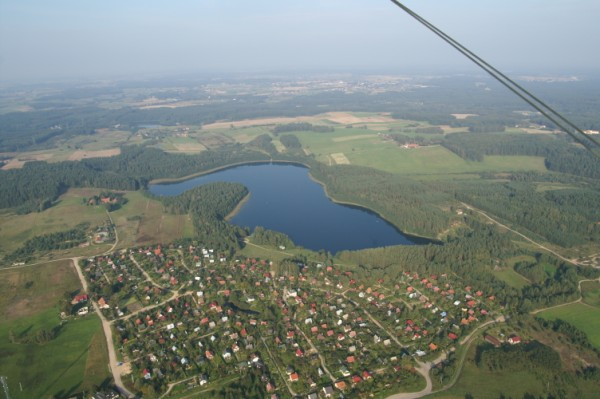
Der Jezioro Redykajny aus der Vogelperspektive

Redykajny liegt im Nordwesten der Stadt Olsztyn im Westen der Woiwodschaft Ermland-Masuren. Das Stadtzentrum Olsztyns liegt fünf Kilometer entfernt.

## Gebiet
Den Norden des Stadtteils begrenzt die Olsztyner Stadtgrenze mit dem Flusslauf der  Alle (polnisch Łyna), den Osten der Stadtteil Wojska Polskiego und die Alle. Im Süden grenzen die beiden Stadtteile Likusy (Lykusen, 1938 bis 1945 Likusen) und Nad Jeziorem Długim an Redykajny, im Westen der Stadtteil Gutkowo (Göttkendorf) mit dem Jezioro Redykajny.
Zwei Straßenzüge durchziehen den Stadtteil und verbinden ihn mit dem Stadtzentrum Olsztyn: die ulica Leśna im Norden und mittig die ulica Hozjusza. Beide Straßen werden von der ulica Wąwozowa miteinander verbunden.

## Kultur (Gebäude/Institutionen)
Besondere Bedeutung im Stadtteil Redykajny haben:
- Wydział Teologii UWM (Theologische Fakultät der Universität Ermland-Masuren)
- Wyższe Seminarium Duchowe „Hosianum“ (Priesterseminar des Erzbistums Ermland)
- Kościół św. Arnold (Pfarrgemeinde St. Arnold)
- Dom Pomocy Społecznej (Pflegeheim „Laurentius“)
- Miejska Oczyszczalnia Ścieków – Łyna (Städtische Abwasser-Kläranlage)

## Kirche

### Römisch-katholisch
Seit dem 30. November 1998 besteht in Redykajny eine eigene Pfarrei. Am 14. Juni 2003 fand die Weihe der neu erbauten St.-Arnold-Kirche statt. Die Pfarrei ist in das Dekanat Olsztyn III - Gutkowo im Erzbistum Ermland eingegliedert.

### Evangelisch
Evangelischerseits gibt es im Stadtteil Redykajny keine Kirche. Die Kirchenmitglieder gehören zur Christus-Erlöser-Kirche im Zentrum der Stadt Olsztyn. Sie ist der Diözese Masuren der Evangelisch-Augsburgischen Kirche in Polen zugehörig.

## Verkehr
Der etwas abseits gelegene Stadtteil Redykajny verfügt über eine direkte Anbindung an das Stadtzentrum. Der Straßenverkehr verläuft dabei hauptsächlich über die Woiwodschaftsstraße 527, den öffentlichen Personennahverkehr übernehmen die Buslinien 101 und 127.
Bahnanschluss besteht über den Bahnhof Olsztyn Gutkowo mit den beiden PKP-Linien 220 (Olsztyn–Bogaczewo) und 221 (Olsztyn Gutkowo–Braniewo).